# الطفيل بن عمرو الدوسي
الطفيل بن عمرو الدوسي صحابي جليل من أوائل السابقين إلى الإسلام، أسلم قبل الهجرة النبوية بمكة في السنة السابعة من البعثة النبوية (617 م - 6 ق.هـ). ثم لحق بالرسول -صلّى اللهُ عليهِ وسلم- بالمدينة بعد معركة أحد وأقام فيها، استشهد في حروب الردة بمعركة اليمامة. وهو أول من طلب هجرة الرسول  إلى دياره ونصرته.

## نسبه
طفيل بْن عمرو بْن طريف بن العاص بْن ثعلبة بْن سليم بْن فهم بْن غنم بْن دوس بْن عدثان بْن عَبْد اللَّهِ بْن زهران بْن كعب بْن الحارث بْن كعب بْن عَبْد اللَّهِ بْن نصر بْن الأزد، الأزدي الدوسي [المصدر]

### أبناؤه
- الصحابي الحارث بن الطفيل بن عمرو الدوسي .
- الصحابي ذابل بن الطفيل بن عمرو الدوسي .
- الصحابي عمرو بن الطفيل بن عمرو الدوسي .

## حياته في الجاهلية
كان سيدًا من سادة العرب وسيد قبيلة دوس في الجاهلية وشريف من أشراف العرب المرموقين وواحدًا من أصحاب المروءات المعدودين، يطعم الجائع ويؤمن الخائف ويُجير المستجير، وهو إلى ذلك أديب أريب لبيب وشاعر مرهف الحس رقيق الشعور، بصير بحلو البيان ومره حيث تفعل فيه الكلمة فعل الساحر.
وقد قدم إلى مكة للحج قبل الهجرة فاستقبلته قريش ولقي الرسول فأسلم على يده ثم رجع لدوس ولبث عندهم يدعوهم إلى الإسلام والتحق بعدها بالرسول بالمدينة بعد معركة أحد ومعه 80 بيتا من دوس فشهد مع الرسول معركة الخندق وفتح مكة.

## إسلامه
حينما قدم إلى مكة للحج نهاية السنة السادسة من البعثة (617 م) استقبلته قريش وقالوا له:
يا طفيل، إنك قدمت بلادنا، وهذا الرجل الذي بين أظهرنا قد أعضل بنا، وقد فرق جماعتنا، وشتت أمرنا، وإنما قوله كالسحر يفرق بين الرجل وأبيه، وبين الرجل وأخيه، وبين الرجل وزوجته، وإنا نخشى عليك وعلى قومك ما قد دخل علينا، فلا تكلمنَّه ولا تسمعنّ منه شيئا فما زالوا به حتى حشي إذنيه كرسفا فَرقا من أن يبلغه شيء منه فلما ذهب الكعبة فإذا رسول الله يصلي عند الكعبة فقام منه قريبا فلما رجع النبي إلى بيته لحقه وقال: يا محمد إن قومك قد قالوا لي كذا وكذا فوالله ما برحوا يخوفونني أمرك حتى سددت أذني بكرسف لئلا أسمع قولك، ثم أبى الله إلا أن يُسمعني قولك، فسمعته قولا حسنا، فاعرض علي أمرك.
فتلا عليه النبي شيئا من القرأن فقال: والله ما سمعت قولا قط أحسن منه، ولا أمرا أعدل منه، فأسلم ورجع إلى دوس يدعوهم إلى الإسلام فأسلموا كلهم، وهاجر معه منهم 80 بيتا.ودعا له الرسول فأصبح على سوطه ضوء.

## من مواقفه
روى الإمام مسلم بسنده عن جابر أن الطفيل بن عمرو الدوسي أتى النبي فقال يا رسول الله هل لك في حصن حصين ومنعة قال حصن كان لدوس في الجاهلية فأبى ذلك النبي للذي ذخر الله للأنصار فلما هاجر النبي إلى المدينة هاجر إليه الطفيل بن عمرو وهاجر معه رجل من قومه فاجتووا المدينة فمرض فجزع فأخذ مشاقص له فقطع بها براجمه فشخبت يداه حتى مات فرآه الطفيل بن عمرو في منامه فرآه وهيئته حسنة ورآه مغطيا يديه فقال له ما صنع بك ربك فقال غفر لي بهجرتي إلى نبيه فقال ما لي أراك مغطيا يديك قال قيل لي لن نصلح منك ما أفسدت فقصها الطفيل على رسول الله فقال رسول الله اللهم وليديه فاغفر.
وذكر ابن إسحاق أن النبي
سرية الطفيل بن عمرو الدوسي إلى ذي الكفين
في شوال سنة ثمان قال ابن سعد قالوا: لما أراد رسول الله صلّى الله عليه وسلّم المسير إلى الطائف بعث الطفيل ابن عمرو إلى ذي الكفين صنم عمرو بن حممة الدوسي يهدمه وأمره أن يستمد قومه ويوافيه بالطائف فخرج سريعاً إلى قومه فهدم ذا الكفين وجعل يحش النار في وجهه ويحرقه ويقول: يا ذا الكفين لست من عبادكا ميلادنا أقدم من ميلادكا أنا حششت النار في فؤادكا قال وانحدر معه من قومه أربعمائة سراعاً فوافوا النبي صلّى الله عليه وسلّم بالطائف بعد مقدمه بأربعة أيام وقدم بدابة ومنجنيق وقال رسول الله صلّى الله عليه وسلّم «يا معشر الأزد من يحمل رايتكم» فقال الطفيل: من كان يحملها في الجاهلية قالوا النعمان بن الرزاية اللهيي قال «أصبتم».

## بعض الأحاديث التي نقلها عن النبي محمد
لما فتح رسول الله حنيناً التي كانت في شهر شوال من السنة الثامنة الهجرية، وأراد المسير إلى الطائف، بعث الطفيل إلى ذي الكفين، صنم عمرو بن حممة، يهدمه وأمره أن يستمد قومه ويوافيه بالطائف فقال الطفيل: يا رسول الله أوصني قال: "افش السلام، وابذل الطعام، واستحي من الله كما يستحي الرجل ذو الهيئة من أهله، إذا "أسأت فأحسن، إن الحسنات يذهبن السيئات ذلك ذكرى للذاكرين".

## وفاته
عاد الطفيل مع النبي من غزوة الطائف إلى المدينة المنورة فكان مع النبي بالمدينة حتى قبض عليه الصلاة والسلام...
فلما ارتدت العرب خرج المسلمون لقتالهم، فجاهد حتى فرغوا من طليحة الأسدي وأرض نجد كلها.
ثم بعثه أبو بكر الصديق إلى مسيلمة الكذاب، يقول: خرجت ومعي ابني مع المسلمين - عمرو بن الطفيل - حتى إذا كنا ببعض الطريق رأيت رؤيا فقلت لأصحابي إني رأيت رؤيا عبروها قالوا: وما رأيت قلت: رأيت رأسي حلق وأنه خرج من فمي طائر وأن امرأة لقيتني وأدخلتني في فرجها وكان ابني يطلبني طلبا حثيثا فحيل بيني وبينه. قالوا: خيرا فقال: أما أنا والله فقد أولتها. أما حلق رأسي فقطعه وأما الطائر فروحي وأما المرأة التي أدخلتني في فرجها فالأرض تحفر لي وأدفن فيها فقد رجوت أن أقتل شهيدا وأما طلب ابني إياي فلا أراه إلا سيغدو في طلب الشهادة ولا أراه يلحق بسفرنا هذا. فقتل الطفيل شهيدا يوم اليمامة وجرح ابنه ثم قتل في اليرموك بعد ذلك في زمن عمر بن الخطاب شهيدا،